# Michael Bernard McPartland
Michael Bernard McPartland (Middlesbrough, 29 de septiembre de 1930-6 de abril de 2017) es un sacerdote británico de la Sociedad de las Misiones Africanas (S.M.A.). Fue ordenado sacerdote en la sociedad de las Misiones Africanas el 14 de mayo de 1978.
Fue designado prefecto apostólico de las Islas Malvinas por el papa Juan Pablo II el 30 de julio de 2002. 
Fue además superior de la misión "sui iuris" de las islas Santa Elena, Ascensión y Tristán de Acuña en el océano Atlántico.
El 26 de octubre de 2016 lo sucedió en ambos cargos Hugh Allan. 
| Predecesor: Anton Agreiter, M.H.M. | Prefecto Apostólico de las Islas Malvinas 2002-2016 | Sucesor: Hugh Allan, O.Praem. |